# دوریس کالینز
دوریس کالینز (انگلیسی: Doris Collins; ۱۰ فوریهٔ ۱۹۱۸ – ۱ ژانویهٔ ۲۰۰۳) یک واسطه روحی اهل بریتانیا بود.